# 牛天麟
牛天麟（1483年1月13日—1557年），字文祥，山東東昌府聊城縣人，明朝政治人物。

## 生平
牛天麟早年出身國子監學生，以《詩經》中弘治十七年（1504年）山東鄉試舉人第二十八名，正德三年（1508年）會試中式第六十七名，成三甲第一百三十九名進士，獲授武陟知縣，修繕城池、整頓防守，令流寇不敢入侵，到正德八年（1513年）入朝試任湖廣道監察御史。
之後牛天麟在嘉靖十年（1531年）自陝西按察司副使陞為山西布政司右參政，十五年（1536年）於管理甘肅屯政右僉都御史職內以原官授甘肅巡撫，十八年（1539年）陞任大理寺卿，到二十年（1541年）致仕，三十六年（1557年）去世。

## 家族
曾祖牛鳳，祖父牛昇，父親監生牛政，母親楊氏，繼母張氏。

## 引用
1. 1 2  《正德三年戊辰科進士登科錄》：牛天麟 貫山東東昌府聊城縣軍籍，國子生，治詩經，字文祥，行二，年二十七，十二月初六日生，曾祖鳳，祖昇，父政 監生 ，生母楊氏，繼母張氏，重慶下，兄天麒，娶吕氏。山東鄉試第二十八名，會試第六十七名。
2. ↑  宣統《聊城縣志·卷七·選舉志》：進士……正德三年 戊辰 牛天麟 大理寺卿……舉人……宏治十七年 甲子 牛天麟 見進士
3. ↑  《明武宗毅皇帝實錄·卷一百一》：（正德八年六月）丙辰以行人張翰、竇信、朱鑑，太常博士潘湘，知縣張經、趙春、胡文靜、王汝舟、牛天麟、陳伯諒、熊相、王光、李顯、孫孟和、蘇恩、蕭瑞，進士李節義，國子學正鍾曉為試監察御史，翰、經、春浙江道，文靜、汝舟江西道，天麟湖廣道，伯諒、相河南道，光、信廣東道，顯、孟和雲南道，恩貴州道，鑑陜西道，節義山西道，瑞南京福建道，湘南京山東道，曉南京貴州道。
4. ↑  宣統《聊城縣志·卷八·人物志》：牛天麟，正德三年進士，任武陟縣，時流賊猖獗，修城池、飭守禦，賊不敢入，民賴以安，擢御史。 《河南通志》
5. ↑  道光《武陟縣志·卷二十四·名宦傳》：牛天麟，在任時流賊猖獗，能修城飭守，賊不敢犯，民賴以安，內遷監察御史。
6. ↑  《明世宗肅皇帝實錄·卷一百二十六》：（嘉靖十年六月）壬申陞陜西按察司副使牛天麟為山西布政司右參政，福建按察司副使謝汝儀為雲南布政司左參政。
7. ↑  《明世宗肅皇帝實錄·卷一百八十五》：（嘉靖十五年三月）辛未陞兵部右侍郎周金為都察院右都御史、縂督漕運、廵撫鳳陽，命管理甘肅屯政右僉都御史牛天麟以原官廵撫甘肅。
8. ↑  《明世宗肅皇帝實錄·卷二百二十六》：（嘉靖十八年七月）庚寅陞廵撫南贛汀漳右副都御史吳山為刑部右侍郎，廵撫甘肅右副都御史牛天麟為大理寺卿。
9. ↑  《明世宗肅皇帝實錄·卷四百五十四》：（嘉靖三十六年十二月乙酉）致仕大理寺卿牛天麟卒，賜祭葬如例。